# Mona-Liisa Nousiainen
Mona-Liisa Nousiainen, geborene Mona-Liisa Malvalehto, (* 20. Juli 1983 in Rovaniemi; † 29. Juli 2019 in Kouvola) war eine finnische Skilangläuferin.

## Werdegang

### Sport
Malvalehto gewann bei den Junioren-Weltmeisterschaften 2001 in Karpacz mit der finnischen 4-mal-5-Kilometer-Staffel die Goldmedaille. Im Sprint wurde sie Vierte und im Einzelrennen über fünf Kilometer im klassischen Stil Siebte. Sie lief im November 2001 in Kuopio ihr erstes Weltcuprennen, welches sie mit dem 36. Platz über 10 km klassisch beendete. Bei den Juniorenweltmeisterschaften 2002 in Schonach gewann sie Gold im Sprint und Bronze im 15-km-Massenstartrennen. Über fünf Kilometer in der freien Technik kam sie als 43. ins Ziel. Im März 2002 holte sie in Stockholm mit dem 14. Platz im Sprint ihre ersten Weltcuppunkte. Bei den Juniorenweltmeisterschaften 2003 in Sollefteå holte sie Gold über 5 km klassisch und Silber mit der Staffel. Im Sprint wurde sie Siebte, nachdem sie die Qualifikation noch gewonnen hatte, und im Massenstartrennen über 15 Kilometer wurde sie Neunte. Bei den nordischen Skiweltmeisterschaften 2005 in Oberstdorf erreichte sie den siebten Platz im Sprint. Zum Saisonende der Saison 2004/05 schaffte sie mit dem vierten Platz im Sprint von Drammen und dem siebten Platz im Sprint von Lahti erstmals Top-Zehn-Platzierungen im Weltcup. Bei den nordischen Skiweltmeisterschaften 2007 in Sapporo belegte sie den 12. Platz im Sprint. Nach Platzierungen im Mittelfeld trat sie von 2009 bis 2011 vorwiegend im Scandinavian Cup an. Mit dem siebten Platz im Dezember 2011 in Düsseldorf schaffte sie nach fast drei Jahren wieder ein Resultat unter den ersten Zehn im Weltcup. In der Saison 2012/13 gewann sie im Januar 2013 in Liberec ihr erstes Weltcuprennen. Einen Monat später gewann sie gemeinsam mit Anne Kyllönen den Teamsprint in Sotschi. Bei den nordischen Skiweltmeisterschaften 2013 im Val di Fiemme belegte sie den siebten Rang im Sprint. Bei den finnischen Skilanglaufmeisterschaften 2013 in Jämijärvi gewann sie Gold im Sprint. Sie beendete die Saison auf dem 30. Platz in der Gesamtwertung und dem achten Platz in der Sprintwertung. In der Saison 2013/14 waren ein neunter Platz im Sprint und dem zweiten Platz im Teamsprint ihre besten Saisonresultate. Bei den Olympischen Winterspielen 2014 in Sotschi kam sie auf den 28. Platz im Sprint. Bei der Nordic Opening 2014 in Lillehammer belegte sie den 67. und 2015 in Ruka den 50. Platz. Im Februar 2015 errang sie bei den nordischen Skiweltmeisterschaften 2015 in Falun den 22. Platz im Sprint. In der Saison 2015/16 kam sie im Weltcup dreimal in die Punkteränge. Ihre beste Platzierung im Weltcup dabei war der 11. Platz im Sprint in Drammen.
Ihre letzte Wettkampfteilnahme erfolgte im Rahmen der finnischen Meisterschaften 2018 in Taivalvaara am 6. April 2018, als sie im Sprint Elfte wurde.

### Privates
Malvalehto studierte an der Sibelius-Akademie Akkordeon. Sie war mit Ville Nousiainen verheiratet. Im Jahr 2010 wurden sie Eltern einer Tochter.
Am 29. Juli 2019 erlag Nousiainen im Alter von 36 Jahren den Folgen einer Krebserkrankung.

## Erfolge

### Siege bei Weltcuprennen

#### Weltcupsiege im Einzel
| Nr. | Datum           | Ort     | Disziplin        |
| --- | --------------- | ------- | ---------------- |
| 1.  | 12. Januar 2013 | Liberec | Sprint klassisch |

#### Weltcupsiege im Team
| Nr. | Datum           | Ort     | Disziplin              |
| --- | --------------- | ------- | ---------------------- |
| 1.  | 3. Februar 2013 | Sotschi | Teamsprint klassisch 1 |

### Siege bei Continental-Cup-Rennen
| Nr. | Datum            | Ort   | Disziplin      | Serie           |
| --- | ---------------- | ----- | -------------- | --------------- |
| 1.  | 7. Dezember 2002 | Gåsbu | 5 km klassisch | Continental-Cup |

## Platzierungen im Weltcup

### Weltcup-Statistik
Die Tabelle zeigt die erreichten Platzierungen im Einzelnen.
- 1.–3. Platz: Anzahl der Podiumsplatzierungen
- Top 10: Anzahl der Platzierungen unter den ersten zehn
- Punkteränge: Anzahl der Platzierungen innerhalb der Punkteränge
- Starts: Anzahl gelaufener Rennen in der jeweiligen Disziplin
- Hinweis: Bei den Distanzrennen erfolgt die Einordnung gemäß FIS.

| Platzierung | Distanzrennen a | Distanzrennen a | Distanzrennen a | Distanzrennen a | Distanzrennen a | Skiathlon Verfolgung | Sprint | Etappen- rennen b | Gesamt | Team   | Team    |
| Platzierung | ≤ 5 km          | ≤ 10 km         | ≤ 15 km         | ≤ 30 km         | > 30 km         | Skiathlon Verfolgung | Sprint | Etappen- rennen b | Gesamt | Sprint | Staffel |
| ----------- | --------------- | --------------- | --------------- | --------------- | --------------- | -------------------- | ------ | ----------------- | ------ | ------ | ------- |
| 1. Platz    |                 |                 |                 |                 |                 |                      | 1      |                   | 1      | 1      |         |
| 2. Platz    |                 |                 |                 |                 |                 |                      |        |                   |        | 1      |         |
| 3. Platz    |                 |                 |                 |                 |                 |                      |        |                   |        |        |         |
| Top 10      |                 |                 |                 |                 |                 |                      | 17     |                   | 17     | 3      | 1       |
| Punkteränge |                 | 2               | 1               |                 |                 |                      | 53     |                   | 56     | 9      | 2       |
| Starts      | 7               | 19              | 2               |                 |                 | 8                    | 74     | 4                 | 114    | 9      | 2       |

### Weltcup-Gesamtplatzierungen
| Saison  | Gesamt | Gesamt | Distanz | Distanz | Sprint | Sprint |
| Saison  | Punkte | Platz  | Punkte  | Platz   | Punkte | Platz  |
| ------- | ------ | ------ | ------- | ------- | ------ | ------ |
| 2001/02 | 18     | 71.    | –       | –       | 18     | 47.    |
| 2002/03 | 37     | 61.    | –       | –       | 29     | 43.    |
| 2003/04 | 33     | 64.    | 15      | 58.     | 18     | 45.    |
| 2004/05 | 104    | 39.    | –       | –       | 104    | 18.    |
| 2005/06 | 52     | 58.    | -       | -       | 52     | 32.    |
| 2006/07 | 182    | 27.    | -       | -       | 182    | 11.    |
| 2007/08 | 112    | 38.    | -       | -       | 112    | 24.    |
| 2008/09 | 17     | 82.    | -       | -       | 17     | 57.    |
| 2009/10 | -      | -      | -       | -       | -      | -      |
| 2010/11 | -      | -      | -       | -       | -      | -      |
| 2011/12 | 192    | 40.    | -       | -       | 192    | 18.    |
| 2012/13 | 244    | 30.    | -       | -       | 244    | 8.     |
| 2013/14 | 91     | 54.    | -       | -       | 91     | 25.    |
| 2014/15 | 76     | 61.    | -       | -       | 76     | 28.    |
| 2015/16 | 36     | 63.    | -       | -       | 36     | 43.    |
| 2016/17 | 5      | 104.   | -       | -       | 5      | 77.    |